# 플러그판
플러그판(plugboard)은 프로그래밍 장치의 하나로, 1906년부터 1960년대에 걸쳐 IBM 등의 제조사가 만들었으며, 초기의 전자계산기에서 프로그래밍을 하기 위해서 사용되었다. 정식 명칭은 제어판(control panel)이지만 주로 플러그판으로 불렀다.
교체 가능한 플러그판이 도입된 것은 1920년대의 IBM 3-S 도표기(Tabulating Machine)부터이다. 플러그판의 구성이나 사양은 기기마다 차이가 있다. 각각의 판은 한 변이 약 30-70cm정도의 크기로, 많은 구멍들이 직사각형 모양으로 배열되어 있다. 플러그를 이용해 전선을 구멍끼리 연결한 다음, 판을 기계에 꽂아 넣으면 배선 형태에 따라 전기적으로 연결된다. 예를 들어 천공 카드를 복제하는 작업에서 카드 리더의 브러쉬를 천공기의 솔레노이드에 접속하면 구멍이 뚫린 곳은 복제하고(뚫고), 구멍이 없는 곳은 그냥 지나가는 방식으로 일을 하게 된다. 이와 같은 일은 비교적 간단한 배선으로 실현될 수 있었다. 또한 계수기 등 보다 복잡한 응용도 가능했다. 기계어 수준의 프로그래밍이기 때문에 각 기종에 대한 동작과 타이밍 지식이 필요했다.

## 같이 보기
- 에니그마 기계
- 브레드보드